# Jurançon
Jurançon ist eine französische Gemeinde im Département Pyrénées-Atlantiques in der Region Nouvelle-Aquitaine. Sie gehört zum Arrondissement Pau und war bis 2015 Hauptort des Kantons Jurançon. Seither gehört sie zum Kanton Billère et Coteaux de Jurançon. Jurançon hat 7063 Einwohner (Stand 1. Januar 2022). Die Einwohner werden Jurançonnais genannt.

## Geografie
Jurançon ist ein südwestlicher Vorort von Pau und liegt am Fluss Nez auf einer Höhe zwischen 159 und 356 Metern über dem Meeresspiegel. Das Gemeindegebiet umfasst 18,78 Quadratkilometer (1878 Hektar), und die Bevölkerungsdichte beträgt 393 Einwohner pro Quadratkilometer. Nachbargemeinden sind Gelos, Billère, Pau und Bizanos.

## Geschichte
Jurançon wurde 1117 als Feste Morlàas gegründet. Die Gegend war jedoch schon in der Jungsteinzeit besiedelt, wie durch entsprechende Funde, zum Beispiel eine Steinaxt, festgestellt wurde.

## Bevölkerungsentwicklung
| Jahr      | 1962 | 1968 | 1975 | 1982 | 1990 | 1999 | 2009 |
| Einwohner | 5930 | 6864 | 7867 | 7345 | 7538 | 7381 | 7000 |

## Sehenswürdigkeiten
Zu den Sehenswürdigkeiten zählt die Kirche Notre-Dame-du-Bout-du-Pont aus dem 15. Jahrhundert.

## Wirtschaft
In Jurançon ist mit der Käserei des Konzerns Savencia einer der größten Betriebe der milchverarbeitenden Industrie Frankreichs, in der u. a. die Marken Chaumes, Saint Albray und Etorki produziert werden.
Der Ort liegt in den Weinbaugebieten Jurançon und Béarn.

## Städtepartnerschaft
Partnergemeinde von Jurançon ist seit 1991 die spanische Gemeinde Borja in der Region Aragonien.

## In Jurançon geboren
- Jean-Baptiste Cazet (1827–1918), apostolischer Vikar in Tananarive
- Annie Famose (* 1944), ehemalige französische Skirennläuferin